# Taratumb
Taratumb (in armeno Թառաթումբ?) è un comune di 555 abitanti (2001) della Provincia di Vayots Dzor in Armenia.